# Католицизм в Австрии

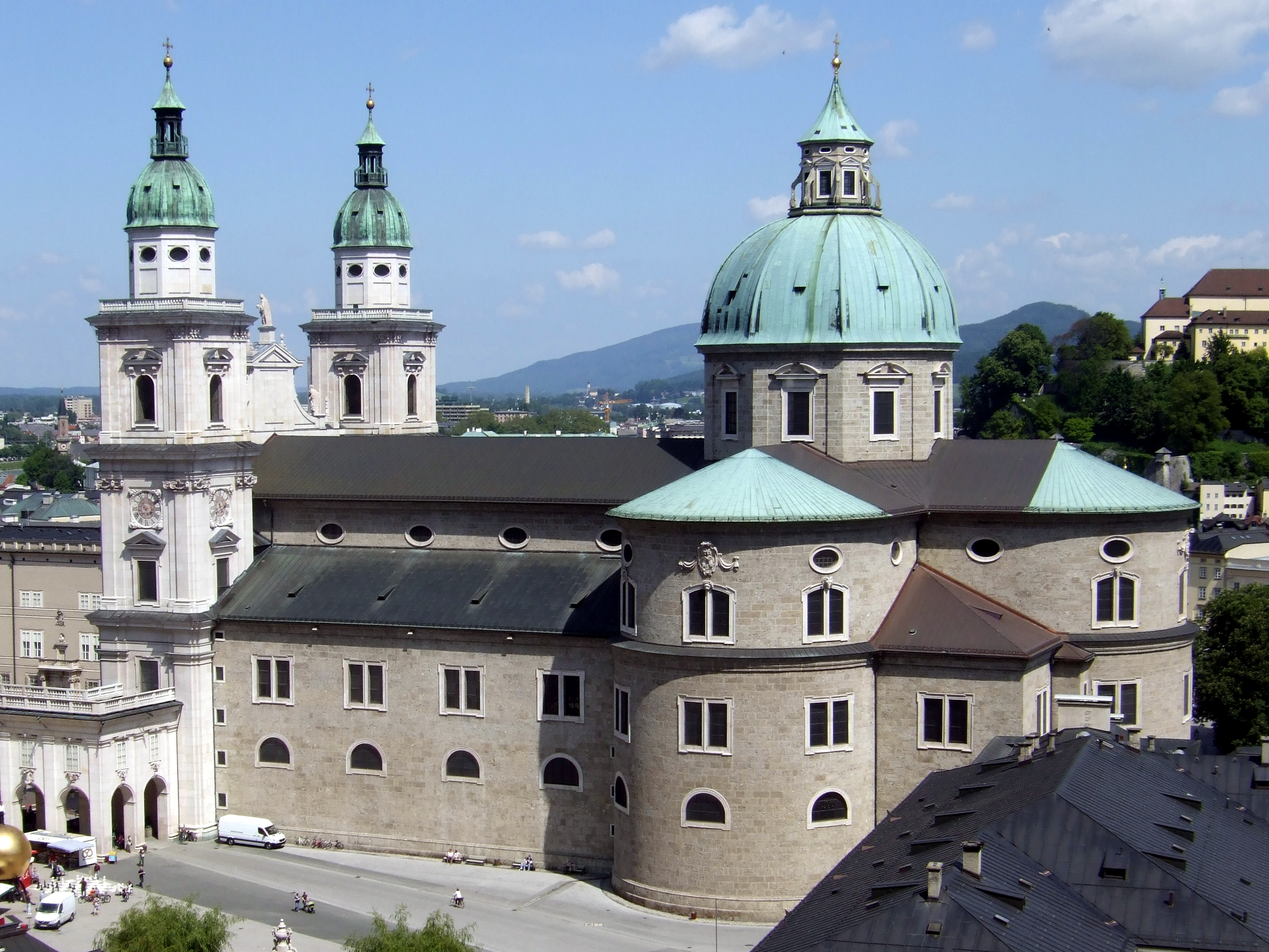
Зальцбургский собор, Зальцбург, Австрия

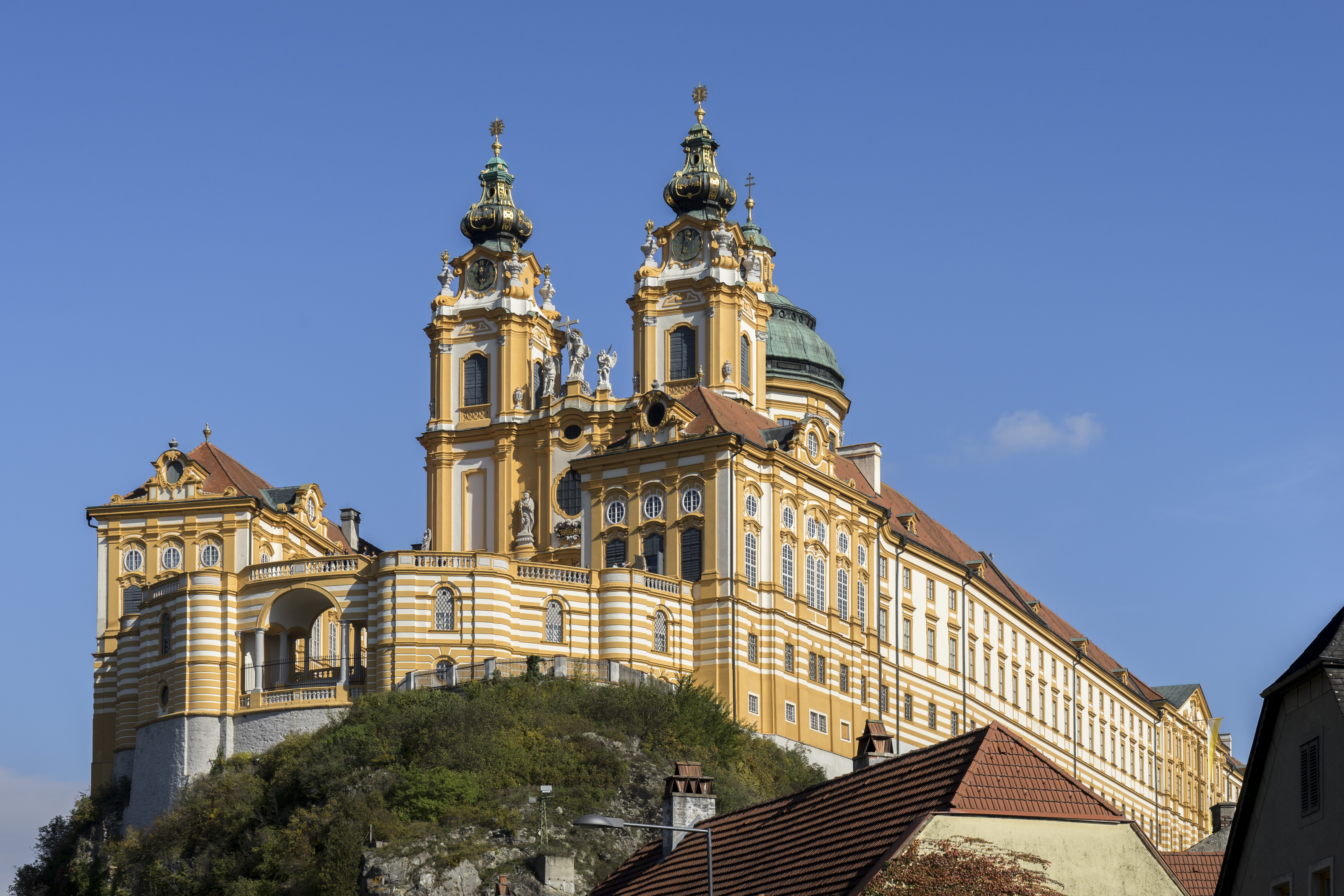
Монастырь в Мельке, Австрия

Католицизм в Австрии. Римско-католическая церковь Австрии — часть всемирной Католической Церкви.

## История
Первые христиане стали появляться на территории нынешней Австрии в конце II века. Во время правления римского императора Диоклетиана здесь приняли мученичество святой Флориан и епископ Петтавии Викторин. В IV—V веках в Австрии стали возникать первые организационные структуры Римско-Католической Церкви: епархии в городах Вирин (ныне — Цолльфельд), Теурния (в настоящее время ортстайль Санкт-Петер-им-Хольц общины Лендорф-им-Драуталь), Агунт (Линц), Курия (Кур), Лауриак (Лорх). В VI веке в Австрии занимались миссионерской деятельностью среди германских племён ирландские монахи, прибывшие сюда после разорения монастырей на Британских островах англами и саксами. Святой епископ Руперт около 700 года основал аббатство святого Петра, возле которого стал возникать город Зальцбург. В 710 году в Зальцбурге была основана Зальцбургская епархия, ставшая позднее центром распространения христианства в Австрии и на славянских землях. Из Зальцбурга католические миссионеры прибывали в Моравию. Зальцбургское епископство считало земли западных славян своей территорией, поэтому было против чужих миссионеров, занимавшихся там миссионерством. Эта ситуация привела к конфликту со святыми Кириллом и Мефодием, которые в то время занимались христианизацией западных славян.

### Средние века
После нашествия венгров в X веке католические структуры в Австрии пришли в упадок. В XII веке в Австрии стали возникать многочисленные католические монастыри, которые стали центрами просвещения. В XVI веке в Австрию из Германии стали проникать идеи Реформации. К 1570 году почти по всей Австрии были распространены реформаторские идеи, которым была особо подвержена местная аристократия. Реформации противостоял императорский дом, а также иезуиты, которые основывали в Австрии различные учебные учреждения, являвшиеся оплотом католицизма. Среди таких учебных учреждений наиболее известна коллегия в Вене, основанная в 1552 году. Католицизм начал постепенно укрепляться в Австрии с конца XVI века и первой половине XVII века при правлении императоров Священной Римской империи Рудольфа II, Маттиаса и Фердинанда II. Окончательно католицизм укрепил свои позиции над Реформацией после Тридцатилетней войны 1618—1648 гг.

### XVIII—XIX века
В XVIII — конец XIX веках в Австрии распространялось религиозно-политическое движение иосифизма, получившее своё название от имени императора Иосифа II. При правлении императора Иосифа II в Австрии возникали многочисленные католические учебные заведения, открывались новые приходы, но при этом притеснялись монашеские ордена. Католическая Церковь в Австрии попала в зависимость от государства. Движение иосифизма осуждалось Святым Престолом, что приводило к постоянным конфликтам императорского дома с Ватиканом. 18 августа 1855 года между Австрией и Ватиканом был заключён конкордат, положивший конец иосифизму в отношениях между государством и Церковью.
В конце XVIII и начале XIX века в Австрии стало усиливаться католическое влияние на австрийское общество. В то время в Вене возникло движение, основанное монахом-редемптористом святым Климентом Марией Хофбауэром, вокруг которого собирались австрийская интеллигенция и студенчество.
В середине XIX века в Австрии либеральные политики пытались законодательно ограничить влияние Католической церкви на австрийское общество. После декабрьской Конституции 1867 года были проведены реформы, противоречащие заключённому в 1855 году конкордату. Под давлением императора и правительства австрийские епископы вошли в ряды оппозиции на I Ватиканском Соборе, решения которого император использовал для разрыва конкордата с Ватиканом.

### XX век
После I Мировой войны в Австрии была образована Республика. В 1922—1924 гг. и 1926—1929 гг. пост канцлера Австрийской Республики занимал католический священник Игнац Зейпель, который в борьбе против марксистского и нацистского влияния употреблял авторитарные методы в политической борьбе. Его преемник Энгельберт Дольфус, опираясь на поддержку Католической Церкви, создал в Австрии настоящее авторитарного государство. В 1933 году был заключён новый конкордат между Австрией и Ватиканом.
Во время германской оккупации Католическая церковь подвергалась гонениям со стороны нацистских властей. В это время были закрыты многие католические монастыри, образовательные учреждения Католической Церкви. Многие верующие Католической Церкви в это время активно сопротивлялись оккупационным властям. Символом гражданского неповиновения стал Франц Ягерштеттер, открыто заявлявший о своём неприятии нацистских взглядов. В 2007 году Франц Ягерштеттер был причислен Римско-Католической Церковью к лику блаженных.
В 1957 году австрийское правительство подтвердило заключённый в 1933 году конкордат с Ватиканом.
Римский папа Иоанн Павел II посещал Австрию в 1983, 1988 и 1998 годах.

## В настоящее время
В настоящее время в Австрии действуют 2 архиепархии, 7 епархий, 1 военный ординариат и 1 ординариат для грекокатоликов, 1 территориальное аббатство. Численность римо-католиков составляет около 6 миллионов 300 тысяч человек и греко-католиков около 5 тысяч человек.

## Структура Римско-Католической Церкви в Австрии
- Архиепархия Зальцбурга
  - Епархия Грац-Зеккау
  - Епархия Гурка
  - Епархия Инсбрука
  - Епархия Фельдкирха
- Архиепархия Вены
  - Епархия Айзенштадта
  - Епархия Линца
  - Епархия Санкт-Пёльтена

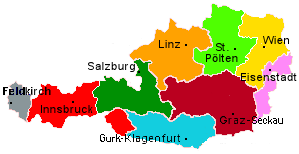
Карта расположения австрийских епархий Римско-Католической Церкви

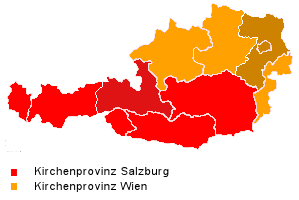
Карта расположения Венской и Зальцбургской митрополий

- Территориальное аббатство Веттинген-Мерерау
- Военный ординариат Австрии
- Ординариат для греко-католиков в Австрии

## Источник
- Католическая Энциклопедия, т. 1, изд. Францисканцев, М., 2002, ISBN 5-89208-037-4

## Внешние ссылки
- История Католической Церкви в Австрии
- Официальная страница: Католические церкви в Австрии Katholische Kirche in Österreich (katholisch.at)  (нем.)
- Католическая Церковь в Австрии  (нем.)